# Libertad (Cajigal)
Pour les articles homonymes, voir Libertad.
Libertad est l'une des trois paroisses civiles de la municipalité de Cajigal dans l'État de Sucre au Venezuela. Sa capitale est Río Seco.